# التشفير التنبئي التكيفي
التشفير التنبئي التكيّفي (APC) هو تحويل تناظري إلى رقمي ذو نطاق ضيق يتخذ منظومة جمع عينات أحادية المستوى أو متعدد المستويات حيث يُتنبأ ضمنها بقيمة الإشارة في كل عينة فورياً تِبعاً لدالّة خطيّة للقيم السابقة للإشارات المُكمّى.
ويرتبط APC بالتشفير التنبئي الخطّي (LPC) إذ يستعمل كلاهما مؤشرات تكيّفيّة، وبالرّغم من ذلك، يستخدم APC معاملات تنبؤ أقل، فبالتالي يتطلب معدل أعلى لأخذ العيّنات مقارنةً ب LPC.